# Alanya

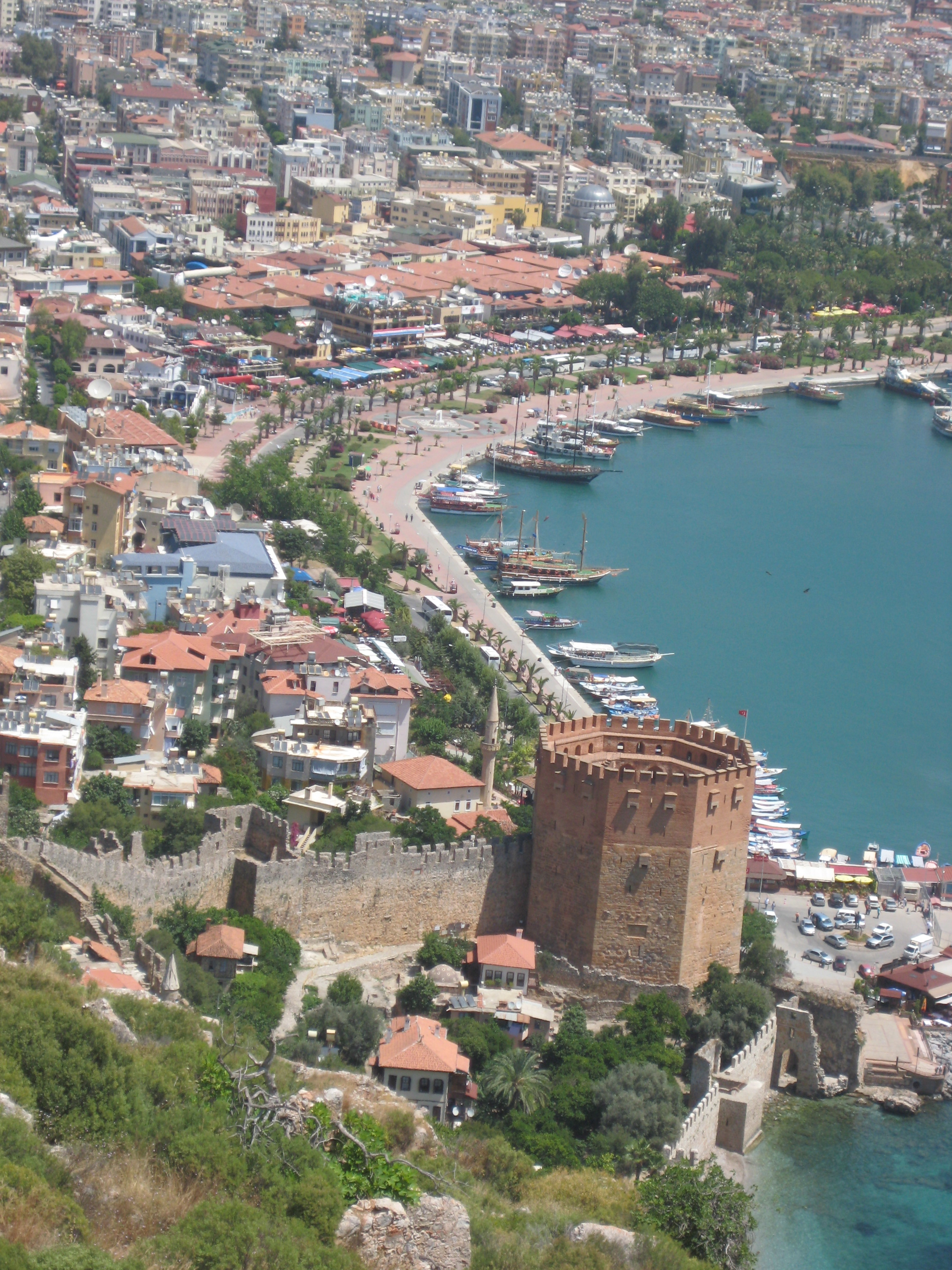
A kikötő és a vár

Alanya (ɑˈlɑnjɑ) népszerű üdülőváros a török riviérán, Törökország Földközi-tengeri régiójában. Közigazgatásilag Antalya tartományhoz tartozik, Antalya városától 120 km-re fekszik. Alanya egyben a tartomány egyik körzetének is a neve. A városban csaknem 10 000 európai él.
Alanya a Toros-hegység lábánál fekszik a Földközi-tenger partján, fekvése miatt az ókori történelmi államok és birodalmak (mint a római vagy a bizánci) fontos kikötőállomása volt. A legfontosabb szerepet a Szeldzsuk Birodalomban töltötte be Alaaddín Kejkubad uralkodása idején. Ő építtette a Vörös tornyot, a dokkokat és az alanyai várat.
A mediterrán éghajlat, a természeti kincsek és történelmi emlékek révén Alanya kedvelt turisztikai célpont, a Törökországba érkező turisták 9%-a látogat el ide, és a külföldiek által vásárolt ingatlanok 30%-a is Alanyában található. A városban rendszeresen szerveznek sportversenyeket és fesztiválokat.

## Elnevezései
Alanya latin neve Coracesium, görögül pedig Korakeszion volt, mely a hettitához közel álló lúvi nyelven „kiálló várost” (Korakassa) jelent. A bizánci időkben Kalonorosz vagy Kalon Orosz néven ismerték, mely görögül „szép hegyet” jelent.  A szeldzsukok már Alaijeként (علاعية) nevezték, Alaaddín Kejkubad nevéből származtatva. A 13. és 14. században olasz kereskedők Candalore vagy Cardelloro néven ismerték. 1935-ben Mustafa Kemal Atatürk az Alanya nevet jegyeztette be, valószínűleg egy 1933-as, elgépelt távirat miatt.

## Történelem

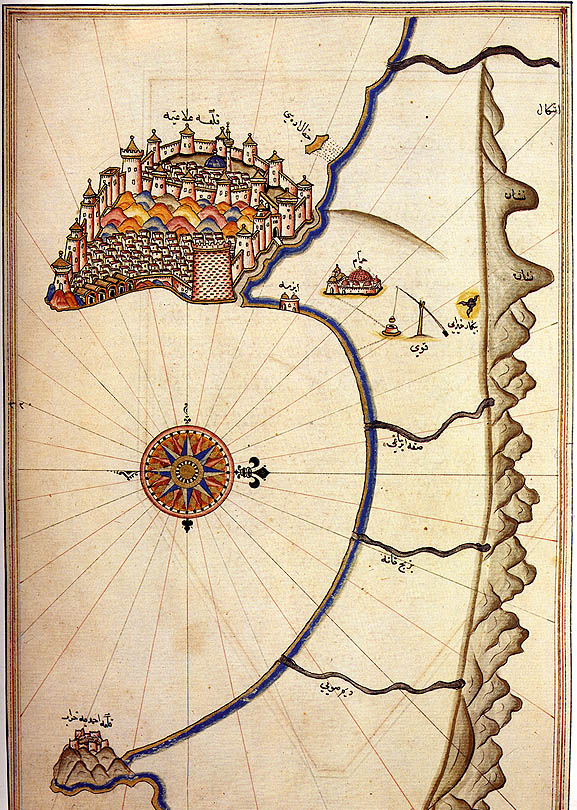
Piri reisz térképe Alanyáról 1525-ből.

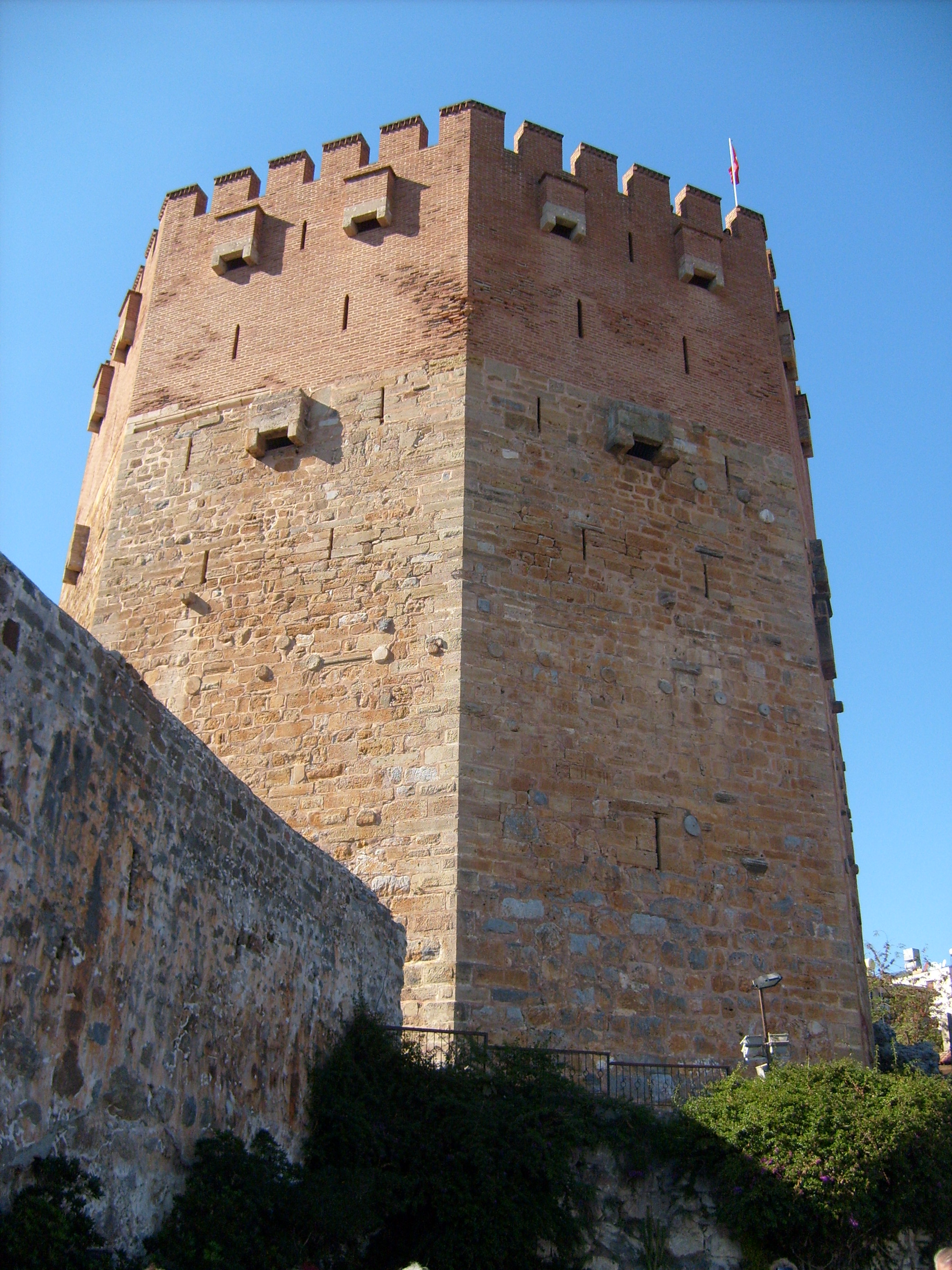
A Vörös torony az alanyai várban

A közeli Kadrini-barlangban talált leletek szerint már a paleolitikumban is lakott terület volt, egészen i. e. 20 000-ig visszamenőleg. A területen később hettiták és perzsák is laktak. Találtak itt i. e. 625-ből származó föníciai nyelven íródott táblát, az i. e. 4. századból való ógörög kéziratban pedig meg is említik a várost. Nagy Sándor idejében épült itt először erőd, halála után a diadokhoszok i. e. 323 körül I. Ptolemaiosz Szótérre hagyták a területet. A Ptolemaida dinasztia tagjai nem fordítottak különösebb figyelmet a városra, így lassanként földközi-tengeri kalózok kedvelt kikötője lett. Alanya ellenállt a szomszédos Szeleukida Birodalom uralkodójának, III. Antiokhosznak i. e. 199-ben, majd hűen szolgálta a trónbitorló Diodotosz Trüphónt. Diodotosz új várat és kikötőt kezdett el építtetni; a munkálatok VII. Antiokhosz Euergetész idején fejeződtek be.
Amikor i. e. 102-ben Marcus Antonius Orator a közeli Sidébe tette a prokonzuli székhelyet, a rómaiaknak meg kellett küzdeniük a kilikiai kalózokkal. Az alanyai kalózkodás korszakának Pompeius vetett véget, aki Pamphüliához csatolta a várost i. e. 67-ben, a korakeszioni csata után. A környéken élő iszauriai törzsek többször is fellázadtak a római uralom ellen. A birodalom bukása után bizánci uralom alá került a terület. Az iszlám a 7. században jelent meg az arab portyázások nyomán, melyek miatt többször is megerősítették a város falait. 681-ben megszűnt az alanyai egyházmegye, bár feljegyzések szerint Atroai Szent Péter itt keresett menedéket a 9. században az ikonoklazmus idejében. Az 1071-es manzikerti csatát követően a szeldzsukok kezére került a város, 1120-ban II. Jóannész bizánci császár foglalta vissza.
A negyedik keresztes háború után a város egy ideig a keresztény Kilikiai Örmény Királysághoz tartozott, 1221-ben a várost örmény védőjétől, Kir Fardtól Alaaddín Kejkubad, hódította el, feleségül vette a nemesúr lányát, majd Fardot magát Akşehir kormányzójává tette. A város a szeldzsuk uralom alatt élte virágkorát, gyakorlatilag a birodalom téli fővárosa volt. Építkezések indultak, megépült az ikercitadella, a fegyverraktár, megerősítették a városfalakat és felépült a Kızıl Kule (Vörös torony). Kejkubad saját kincstárából valamint a helyi emírek anyagi segítségével kerteket és pavilonokat épített. Alanya fontos kereskedelmi kikötővé vált, főként Egyiptommal és olasz városokkal állt kapcsolatban. Alaaddín fia, II. Gijaszeddín Kejhüszrev szultán folytatta a város fejlesztését, 1240-ben víztározót építtetett.

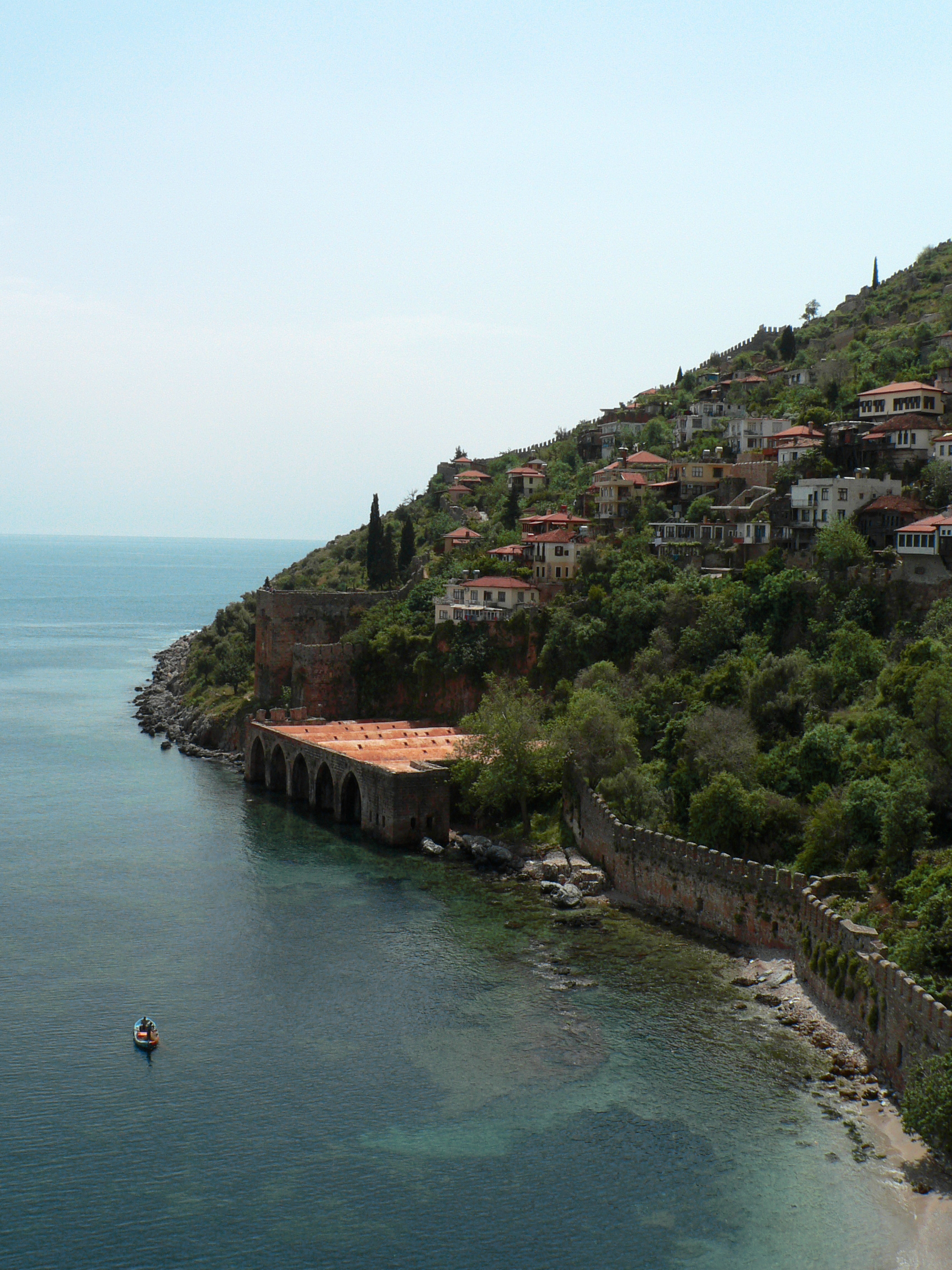
A szeldzsuk-kori Tersane dokkok

A Köse Dağ-i csatában 1242-ben a mongolok megtörték a szeldzsukok anatóliai hegemóniáját. Ez időben Alanyát rendszeresen támadták a különféle anatóliai török bejségek. 1293-ban átmenetileg a Karamanoğlu-dinasztia kezére került a város. 1371-ben rövid időre ciprusi Lusignan-dinasztia vette át a hatalmat. A Karamanoğluk 1471-ben eladták Alanyát az egyiptomi mamelukoknak 5000 aranyért, 1471-ben azonban Gedik Ahmed pasa az Oszmán Birodalomhoz csatolta a területet. Alanya Içel vilajet egyik szandzsákjának székhelye lett. 1608. szeptember 6-án a város sikeresen ellenállt a faszállításban az oszmánokkal versengő Velencei Köztársaság tengeri támadásának.
A kereskedelemre rossz hatással volt az új tengeri utak felfedezése, melyek segítségével Európából Afrika megkerülésével jutottak el Indiába. A 16. század végén az adókönyvek szerint Alanya nem volt képes teljesíteni a városi minősítéshez szükséges szintet. 1571-ben az oszmánok az újonnan meghódított ciprusi vilajet részévé nyilvánították Alanyát, ami tovább rontott a város helyzetén. Evlija Cselebi 1671–72-ben járt a városban, írt az alanyai vár szép állapotáról, de a város lakónegyedeinek pusztulásáról is. 1864-ben Konya közigazgatása alá került, végül 1868-ban Antalyához. A 18. és 19. század folyamán oszmán udvarházak épültek a városban. A 19. század közepén általánosak voltak a rablótámadások szerte a vilajetben.
Az első világháború után az antanthatalmak feldarabolták az Oszmán Birodalmat és az 1917-es St. Jean de Maurienne-egyezmény alapján Alanya olasz fennhatóság alá került. Csak 1923-ban, a Lausanne-i béke megkötésével lett újra a törököké. A török függetlenségi háború és a kötelező görög-török lakosságcsere Alanyát is érintette, a városban lakó görögöket az Athénhoz közeli Nea Ioniába költöztették. Az 1893-as oszmán népszámlálás szerint a 37 914 fős teljes lakosságból 964 fő vallotta magát görögnek. Alanya az 1960-as években vált népszerű turistacélponttá, először a hazai turisták körében, akik először a Damlataş-barlang állítólagos gyógyító ereje miatt érkeztek a városba. 1998-ban megnyitották az antalyai repülőteret, aminek köszönhetően a külföldi turisták is könnyebben jutottak el Alanyába. A növekvő turizmusnak köszönhetően a környező településekről sokan költöztek Alanyába munkahely reményében, így az 1990-es években a város népessége erős növekedést mutatott.

## Földrajz

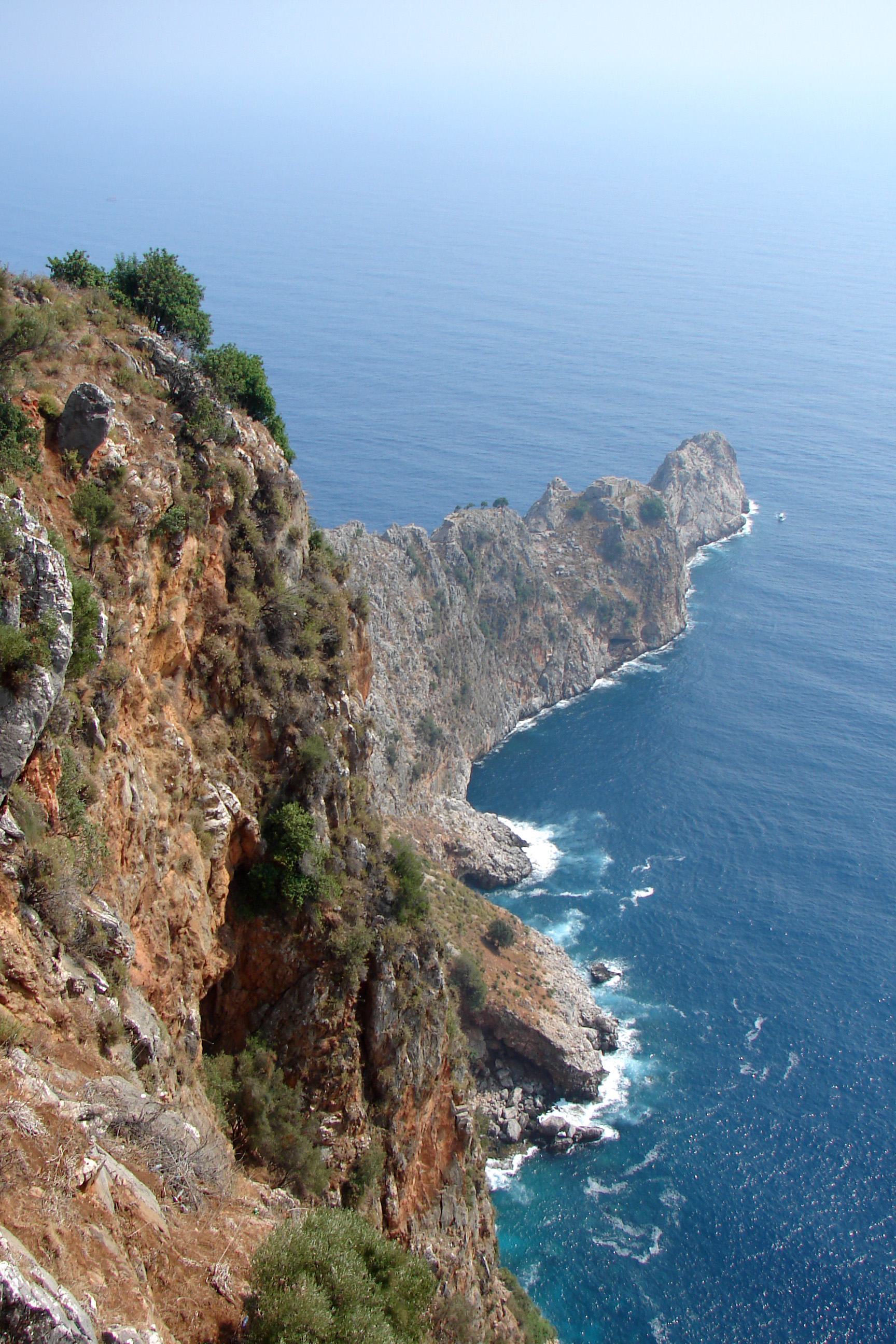
Az Alanya-félsziget csúcsa

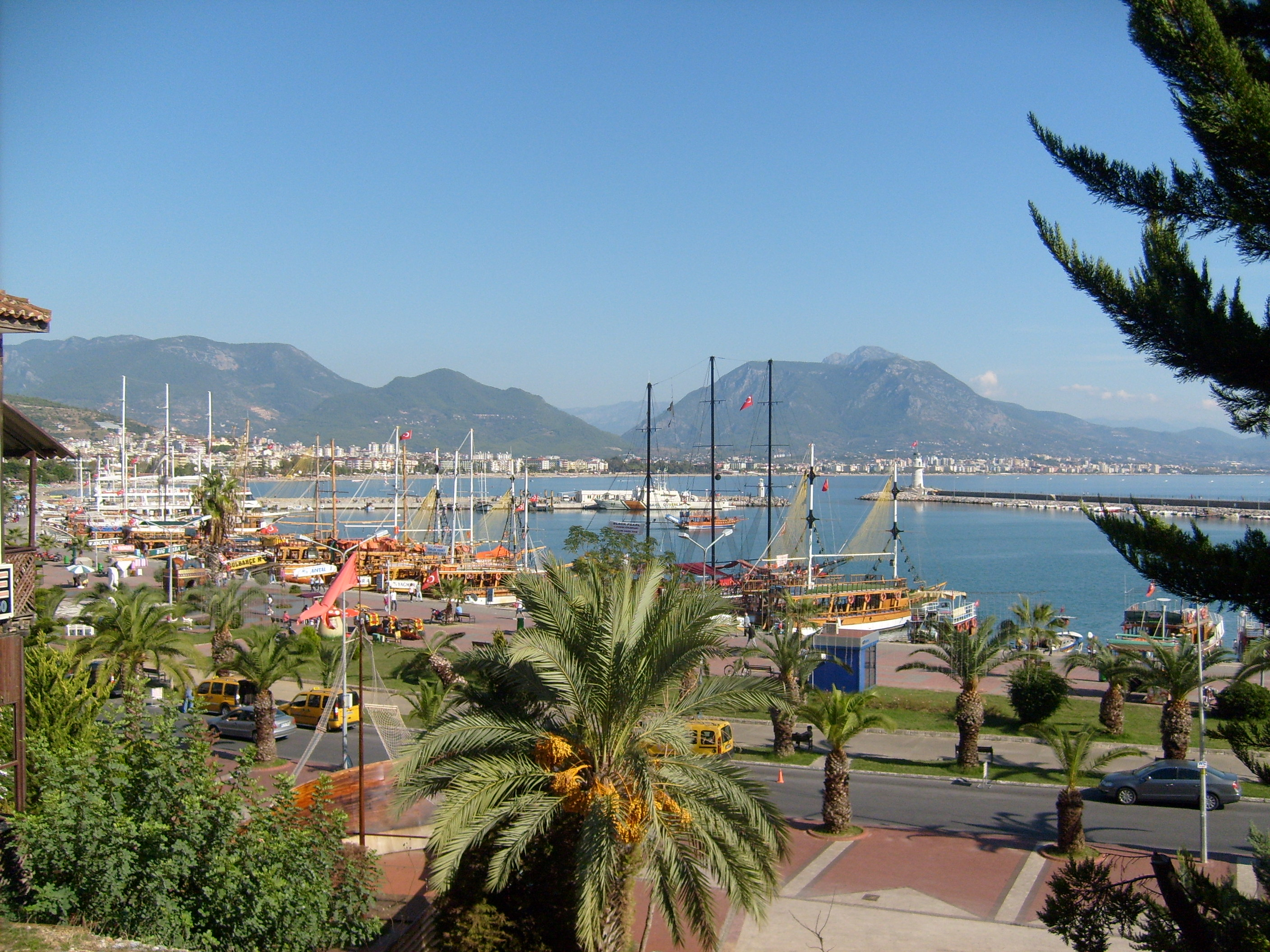
Alanya kikötője

Alanya az Antalyai-öbölben, Pamphülia tengerparti részén, a Toros-hegység és a Földközi-tenger között helyezkedik el a török riviérán, körülbelül 70 km hosszan. Nyugatról kelet felé haladva Alanya körzet szomszédos Manavgattal, a hegyi Gündoğmuş körzettel, Konya tartomány Hadım és Taşkent körzeteivel, Karaman tartomány Sarıveliler körzetével és Gazipaşával, mellyel közös repülőtere is van.
A Pamphüliai-síkságon, ahol Alanya is található, mediterrán növényzet a jellemző, főként libanoni cédrusok, örökzöld cserjefélék, fügefák és feketefenyők élnek itt.
Az Alanyai-masszívum az Antalyától keletre fekvő, metamorf kőzetekből álló területet jelenti, mely három takaróra osztható, ezek a Mahmutlar, a Sugözü és a Yumrudağ. A várostól északra bauxitot bányásznak.
A város egy sziklás félsziget két oldalán terül el, a kikötő, a városközpont és a Keykubat-part a keleti oldalon található, míg a Damlataş-part és a Cleopatra-part a nyugati oldalon. A Cleopatra-part a nevét valószínűleg a Ptolemaiosz-dinasztia utolsó uralkodónőjéről, VII. Kleopátráról kapta, akinek Marcus Antonius ajándékozta ezt a területet nászajándékként.

### Éghajlat, klíma
Alanya éghajlata mérsékelten mediterrán jellegű. Inkább a téli időszakban esős, a nyarak hosszúak, forróak és szárazak, ezért is lett a város jelmondata „ahol a nap mosolyog”. A viharos szelek néha víztölcséreket hoznak létre a part közelében. A Toros-hegység viszonylag közel helyezkedik el a tengerhez, emiatt gyakoriak a ködös, de szivárványos reggelek. A Toros hófödte hegycsúcsai nyáron is láthatóak, érdekes látványt nyújtva a strandon fürdőzők számára. A tenger hőmérséklete átlagosan 21,4 °C, augusztusban átlagosan 27,9 °C.
| Hónap                                | Jan. | Feb. | Már. | Ápr. | Máj. | Jún. | Júl. | Aug. | Szep. | Okt. | Nov. | Dec. | Év   |
| ------------------------------------ | ---- | ---- | ---- | ---- | ---- | ---- | ---- | ---- | ----- | ---- | ---- | ---- | ---- |
| Átlagos max. hőmérséklet (°C)        | 15,0 | 16,0 | 17,0 | 20,0 | 24,0 | 27,0 | 30,0 | 31,0 | 29,0  | 25,0 | 21,0 | 17,0 | 22,7 |
| Átlaghőmérséklet (°C)                | 11,0 | 11,0 | 13,0 | 19,0 | 23,0 | 26,0 | 26,0 | 26,0 | 24,0  | 25,0 | 20,0 | 16,0 | 20,0 |
| Átlagos min. hőmérséklet (°C)        | 7,0  | 7,0  | 9,0  | 11,0 | 15,0 | 18,0 | 21,0 | 21,0 | 19,0  | 15,0 | 12,0 | 9,0  | 13,7 |
| Átl. csapadékmennyiség (mm)          | 227  | 172  | 106  | 64   | 36   | 8    | 3    | 5    | 10    | 80   | 171  | 224  | 1106 |
| Forrás: Weatherbase, 2014. július 6. |      |      |      |      |      |      |      |      |       |      |      |      |      |

## Építészet

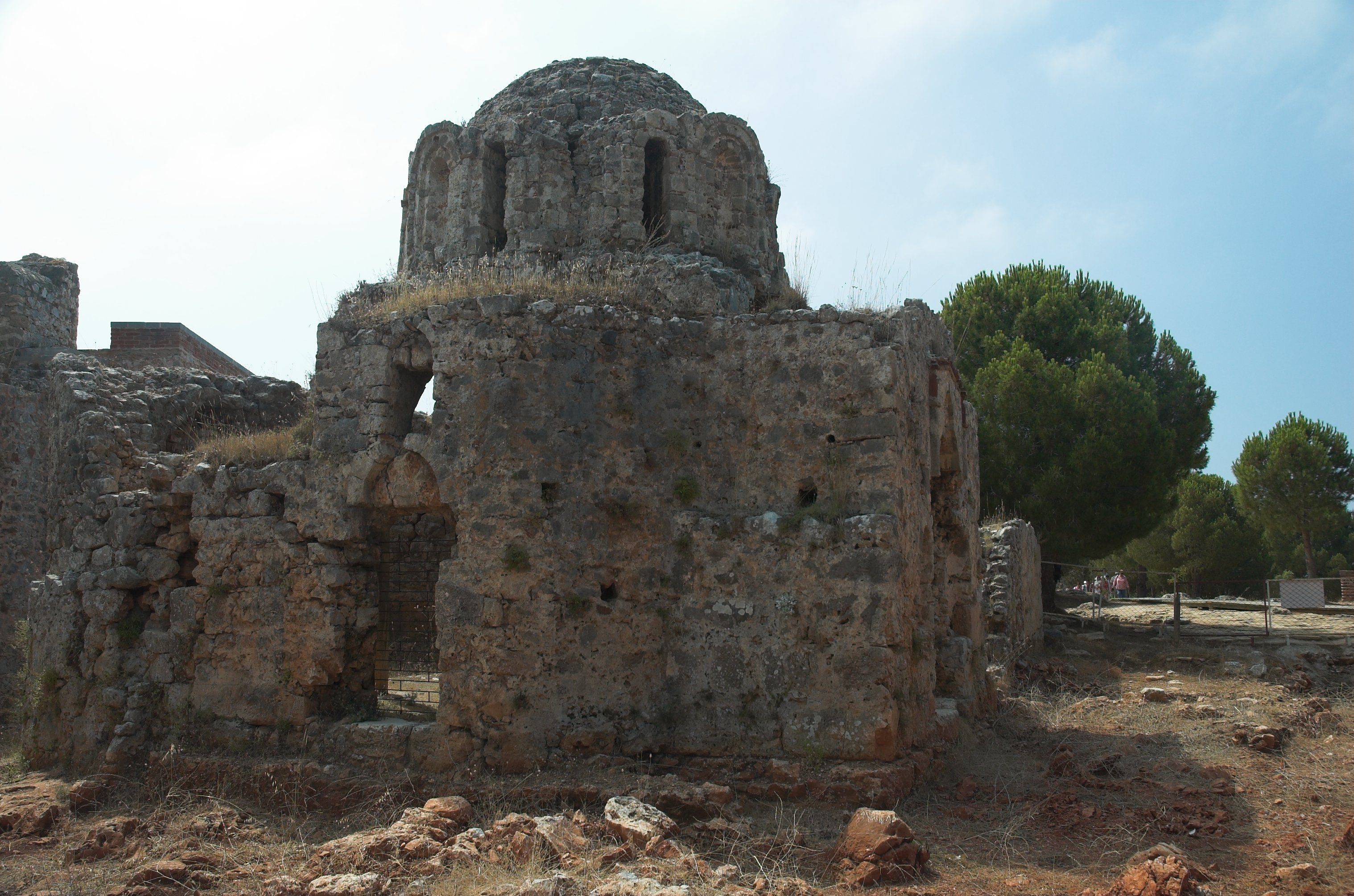
Bizánckori templom az Alanyai várban

1226-ban, a szeldzsuk-korban épült az Alanyai-félsziget meghatározó építménye, az Alanyai vár. A jelenlegi vár korábbi erődítményekre épült, egyszerre volt a közigazgatás központja és támadások idején biztonságot nyújtó erőd. 2007-ben az önkormányzat elkezdte felújítani a citadella egyes részeit, köztük egy bizánci templomot, melyet a helyi keresztény közösségnek szánnak. A váron belül található a Szulejmán-mecset és karavánszeráj, melyet I. Szulejmán építtetett. A régi városfal a félsziget keleti részén ma is megtalálható, mögöttük számos, szépen megőrzött oszmánkori udvarházzal, többségük a 19. századból való.
A Kızıl Kule (Vörös torony) Alanya másik ismert építménye. A 33 méter magas, téglából épült torony a vár alatti kikötőben áll, ma az etnográfiai múzeumnak ad helyet. A tornyot az aleppói Ebu Ali tervezte Alaaddín Kejkubad szultán kérésére. A vár alatt található a Tersane fegyverraktár, a középkori katonai építészet egyik kiváló példája.
A hozzá tartozó szárazdokkot 1221-ben építették, az 57×40 méteres dokknak öt része van, csúcsos boltívekkel.
A hagyományos oszmán kori udvarház, melyben 1935. február 18-án Atatürk megszállt, ma múzeum. A házat 1880 és 1885 között építették, úgynevezett karnıyarık („töltött padlizsán”) stílusban, ami jellemző volt az oszmán udvarházakra. A stílus jellegzetessége, hogy az épület középső része egy hatalmas tér (nappali), melynek mind a négy oldalról ajtó vezet a szabadba, és lépcső az emeletre, mintha „kihasították” volna az épület belső részét, akárcsak a padlizsánt töltés előtt. Az alanyai házakra jellemzőek az élénk színek és a vörös tetők. Az Alanya Múzeum a Damlataş-part felől közelíthető meg, egy 1967-ből származó épületben kapott helyet. A város tagja a norwichi székhelyű Történelmi Városok és Régiók Európai Egyesületének (European Association of Historic Towns and Regions).

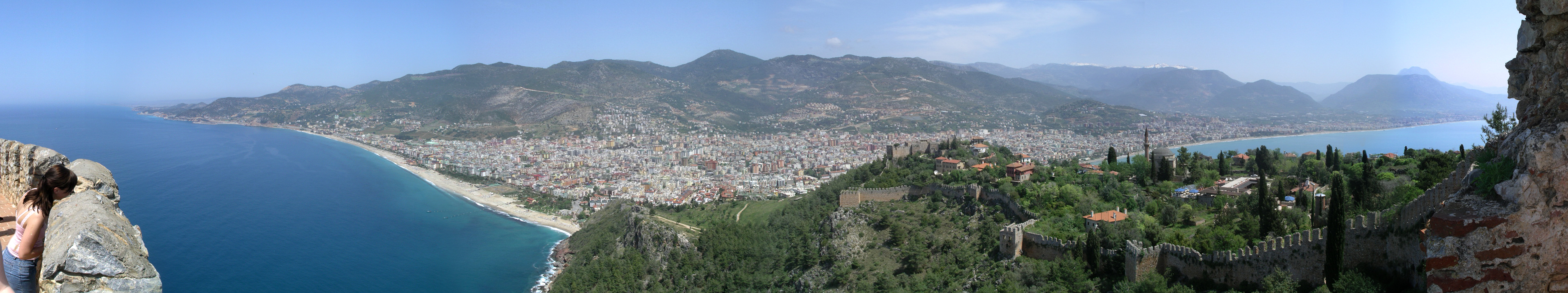
Alanyai panoráma

## Demográfiai adatok
| Népességi adatok          |               |               |
| Alanya körzet             | Alanya körzet | Alanya körzet |
| ------------------------- | ------------- | ------------- |
| Év                        | Népesség      | +/-           |
| 1985                      | 87080         | -             |
| 1990                      | 129936        | 49%           |
| 1997                      | 222028        | 71%           |
| 2000                      | 264240        | 19%           |
| 2007                      | 384949        | 46%           |
| Alanya város              |               |               |
| 1893                      | 37914         | -             |
| 1985                      | 28733         | -24%          |
| 1990                      | 52460         | 83%           |
| 1997                      | 110181        | 110%          |
| 2000                      | 88346         | -20%          |
| 2007                      | 91713         | 4%            |
| 2008                      | 94022         | 3%            |
| Török/oszmán népszámlálás |               |               |

Alanya körzet népessége 1985 és 2007 között 340%-kal nőtt, 87 ezer főről csaknem 385 ezerre. Ez a gyors ütem nagyrészt az ingatlanérték növekedésének volt köszönhető. Maga a város körülbelül 95 ezer lakossal bír, ebből 10 000 európai, főként német és dán. Összesen 17 850 külföldinek van valamilyen alanyai ingatlan a tulajdonában. Nyaranta a turisták miatt a népesség száma megnő, évente körülbelül 1,1 millió turista (belföldi és külföldi) érkezik Alanyába.
A város sok bevándorlónak is otthont ad, főként a Délkelet-anatóliai és a Fekete-tengeri régióból érkeznek ide sokan. A 2000-es években megnőtt a főként közel-keleti és dél-ázsiai illegális bevándorlók száma, akiknek egy része Törökországban akar maradni, nagyobb részük azonban valamelyik európai uniós országban szeretne letelepedni.  2006-ban 1217 külföldi bevándorlót regisztráltak Alanyában. A városban létezik egy kis afrikai közösség is, akik oszmán rabszolgák leszármazottai.
A lakosság csaknem 99%-a muszlim, és bár több régi keresztény templom is található Alanyában, nem tartanak rendszeres miséket. A város növekvő európai lakosságának kiszolgálására 2006 óta időszakosan német nyelvű protestáns liturgiát tartanak. A keresztény közösségek az Atatürk Kulturális Központot használhatják a nagyobb vallási rendezvények lebonyolítására. A zsidó vallás csupán az izraeli turisták által van jelen a városban, akiket időszakosan incidensek is érnek, a 2006-os izraeli-libanoni konfliktus idején például az egyik üzlet tulajdonosa nem engedett be izraeli turistákat a boltjába.

## Oktatás és egészségügy

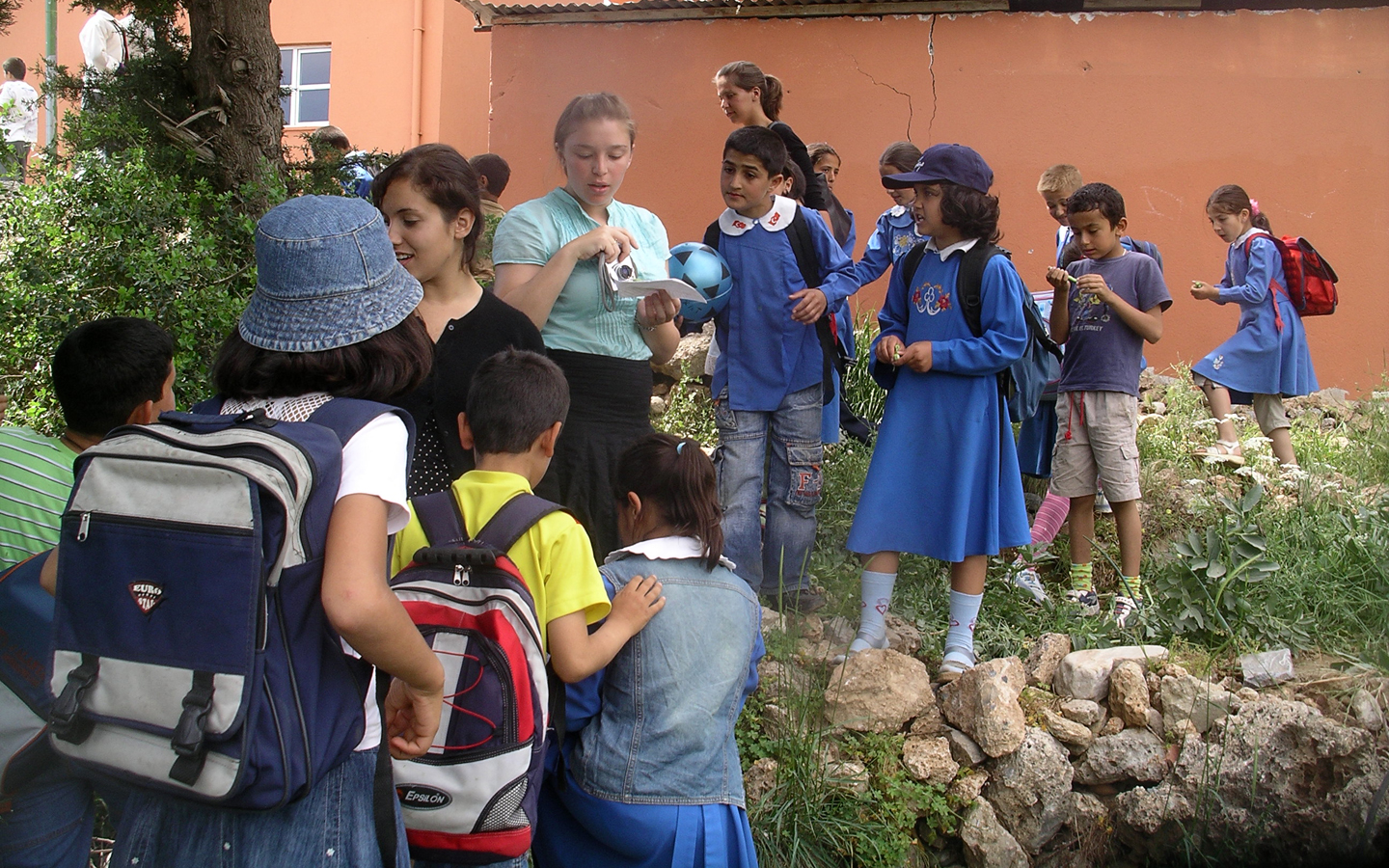
Diákok egy alanyai iskola kertjében

A város lakosságának 95%-a írástudó, az oktatás állami és magániskolákban, valamint muszlim vallási iskolákban (imam hatip) folyik, a tanár-diák arány 1:24-hez. A középiskolák főként a városban találhatóak, a falvak csupán általános iskolákat tartanak fenn. Az 1980-as években indult „Építsd fel a saját iskoládat!” elnevezésű kampány során épült az Alantur Általános Iskola, melyet a Doğuş Holding cég alapítója, Ayhan Şahenk építtetett és tart fenn.

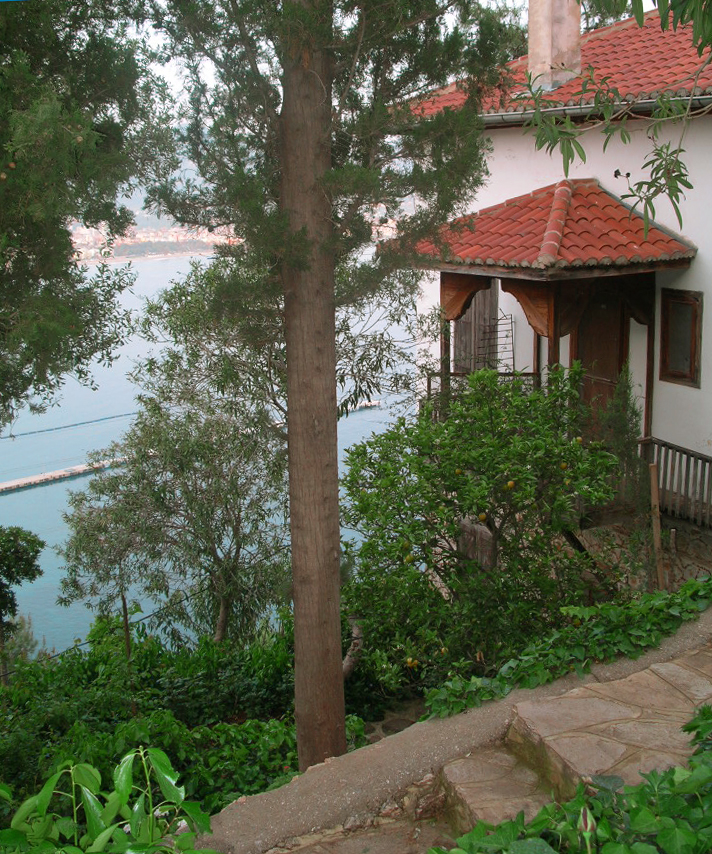
A McGhee Center for Eastern Mediterranean Studies, mely a Georgetown Egyetemhez tartozik

2005-ben az antalyai Akdeniz Egyetem elindította az Alanyai Üzleti Kart, mely főként a turizmus számára képez szakembereket. A kar évente megrendezi az alanyai Nemzetközi Turisztikai Konferenciát, a Buckinghamshire New Egyetemmel közösen. A Georgetown Egyetem külföldi ösztöndíjas programjának keretében működteti a McGhee Központot, melyet George C. McGhee-ről, az Egyesült Államok törökországi nagykövetéről (1952–1953) neveztek el. A központ a nagykövet egykori villájában működik. Az ankarai Başkent Egyetem oktatókórházat tart fenn Alanyában, mely egyike a város 19 kórházának. A kórházak között találunk állami tulajdonúakat, mint amilyen például a 300 fekvőhelyes Alanyai Állami Kórház, és vannak magántulajdonú klinikák is, mint például a 90 férőhelyes Private Hayat Kórház.

## Kulturális élet

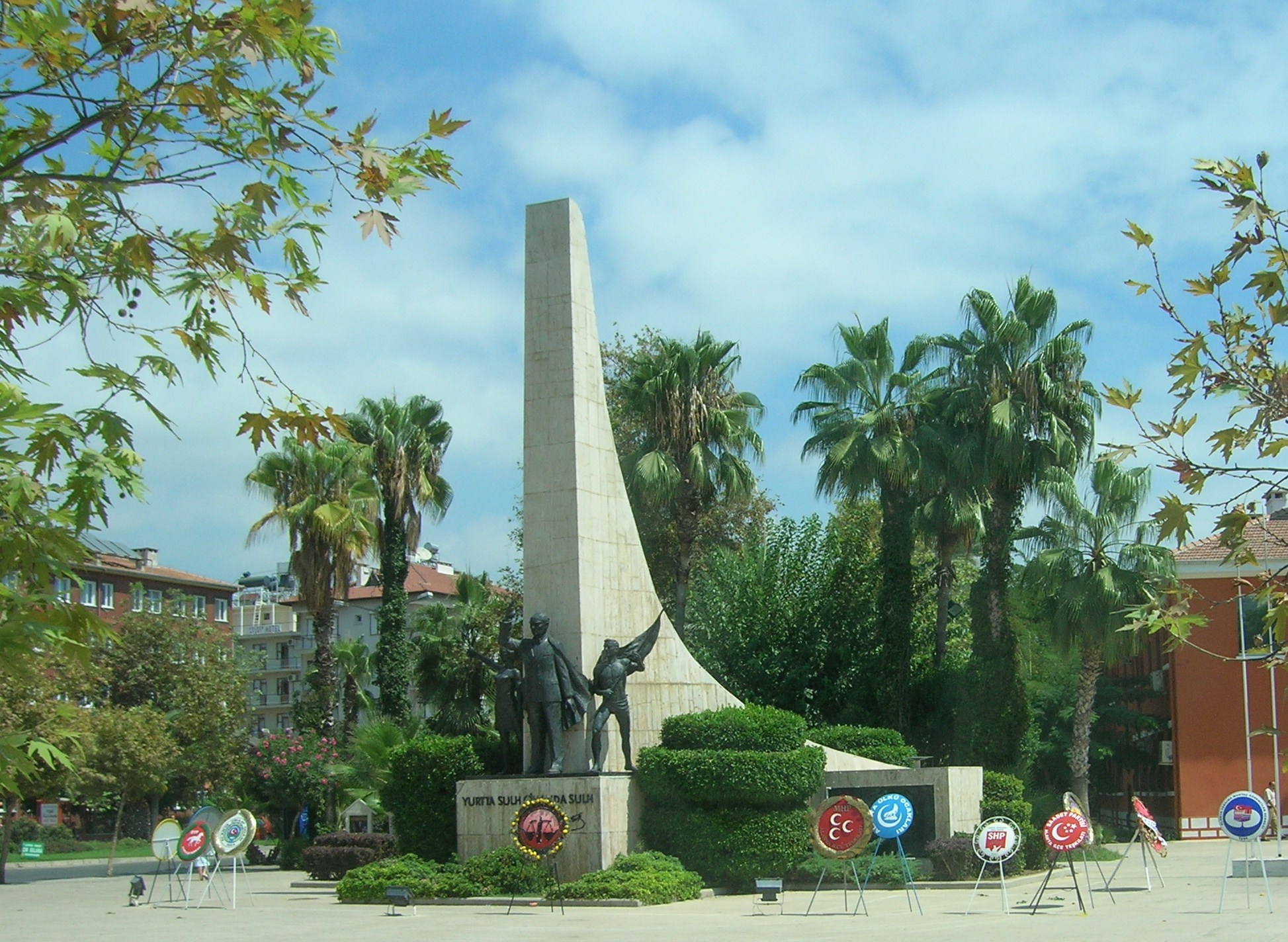
Az ünnepségeket általában a belvárosi Atatürk-szobornál tartják.

Alanya tengerparti fekvésének köszönhetően sok fesztivált rendeznek itt a nyári szezonban. Májusban illetve június elején, szezonnyitóként tartják meg a Turisztikai és Művészeti Fesztivált. 2002 óta a szezon végén, szeptemberben vagy októberben az Alanyai Jazz Napokat szervezik meg az etnográfiai múzeumnak helyet adó Vörös torony lábánál. A fesztivál keretében török és nemzetközi művészek lépnek fel, ingyenes koncertsorozatok keretében. Ugyancsak októberben rendezik meg az Alanyai Nemzetközi Kulturális és Művészeti Fesztivált. A város európai lakói is tartanak rendezvényeket, a norvégok például rendszeresen megünneplik az Alkotmány Napját.
Az Alanyai Kamarazenekar, mely az Antalyai Állami Opera- és Balett-társulat tagjaiból jött létre, 2007. december 7-én tartotta első koncertjét. 2004 novemberében rendezték meg először a Nemzetközi Alanyai Szobrászművészeti Szimpóziumot, amit azóta minden évben megrendeznek. Ugyancsak minden évben megünnepelik Atatürk 1935. február 18-ai látogatását, az ünnepséget az Atatürk-múzeumban tartják. Az Alanyai Múzeumban a környéken talált leleteket állították ki, többek között egy hatalmas bronz Herkules-szobrot, kerámiatárgyakat, római kori osszuáriumokat és a Korán ősi másolatait.
Alanyában született Onur Kutlar író-költő, az Isztambuli Nemzetközi Filmfesztivál alapítója és Sema Önür színésznő.

## Önkormányzat és közigazgatás

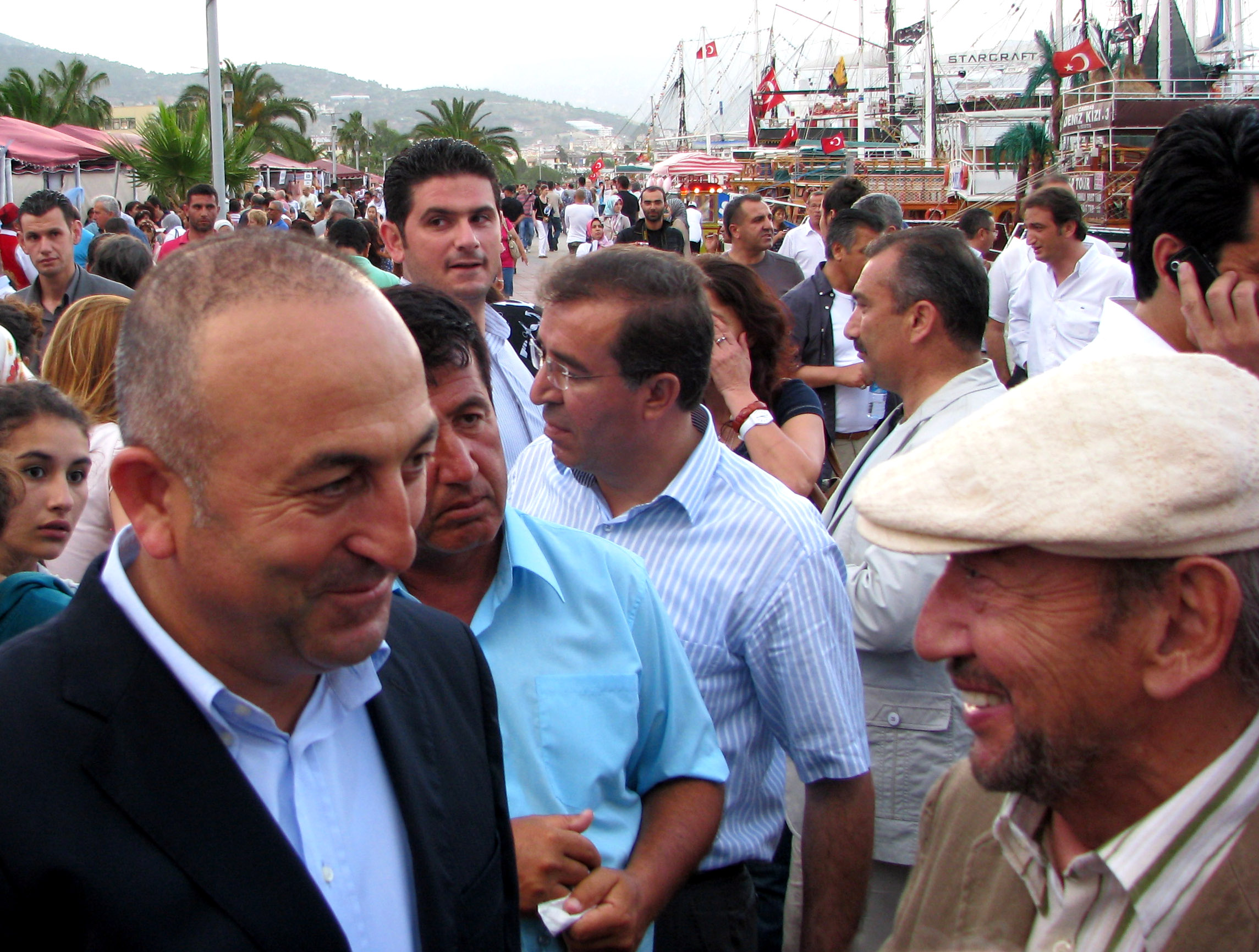
Mevlüt Çavuşoğlu (balra) a 11. Nemzetközi Turizmus és Művészeti Fesztiválon, 2011-ben

Alanya városi önkormányzata 1872-ben alakult meg, az első polgármestert 1901-ben választották. A várost a polgármester és a városi képviselőtestület irányítja, mely 25 tagot számlál. 2008-ban 13 képviselő tartozott a középjobb Anyaország Párthoz, hatan tartoznak az AKP-hez, hárman a Köztársasági Néppárthoz (CHP), ketten az Igaz Ösvény Pártjához és egy képviselő volt független. A polgármester, Hasan Sipahioğlu szintén az Anyaország Párt képviselője.
Alanya közigazgatásilag Antalya tartomány része, a körzetben 17 városi önkormányzat működik, beleértve Alanya város önkormányzatát is; ezen kívül 92 falu tartozik a körzethez. A körzet vezetője (kajmakam) jelenleg Dr. Hulusi Doğan, a kajmakamot központilag jelölik ki. A 2007-es törökországi elnökválasztások során Alanya többségében az AKP-re voksolt, második helyen végzett a körzetben a CHP, harmadik helyen pedig az Igaz Ösvény Pártja. A körzet egyetlen alanyai származású parlamenti képviselője Mevlüt Çavuşoğlu (AKP), aki a Bevándorlási, Menekültügyi és Népességügyi Bizottság elnöke.

## Gazdaság

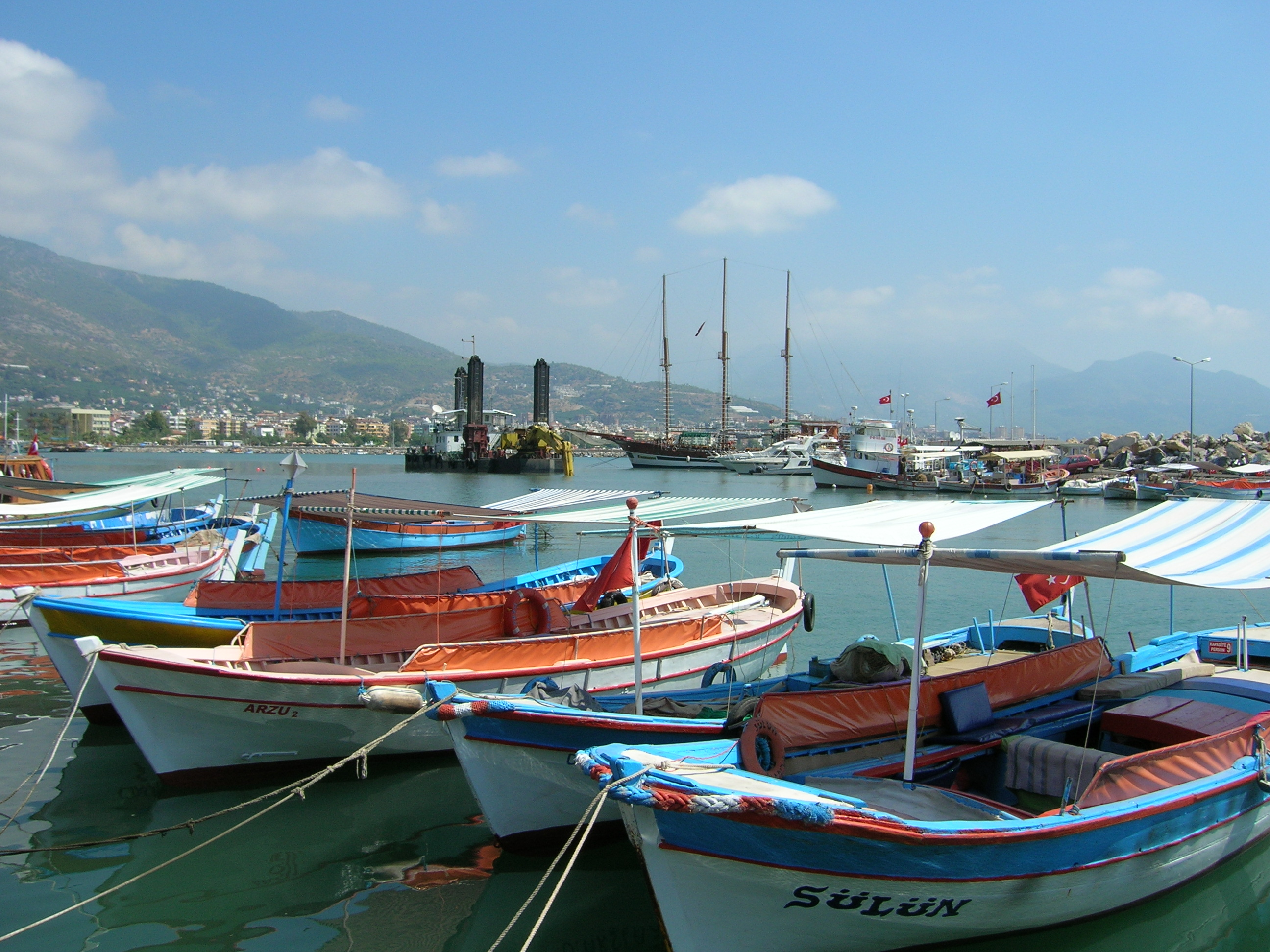
Színes turistahajók a kikötőben

Az alanyai turizmus csaknem 1,1 milliárd eurót termel, ezzel a város fő megélhetési forrása. A gazdaság szempontjából fontosak a gyümölcsösök, főként citromot és narancsot, valamint paradicsomot, banánt és uborkát termesztenek. 2006-ban 16 840 hektáron körülbelül 80 000 tonna citrusfélét szüreteltek. Egyre népszerűbb a szilva és az avokádó is.
A tengerpart közelsége ellenére kevesen élnek halászatból. Az 1970-es években, amikor a halállomány fogyni kezdett, szabályzás alá vonták a halászatot. 2007-ben a helyiek ellenezték, hogy a városban új szupermarket-hálózatok építsenek üzleteket.

### Turizmus

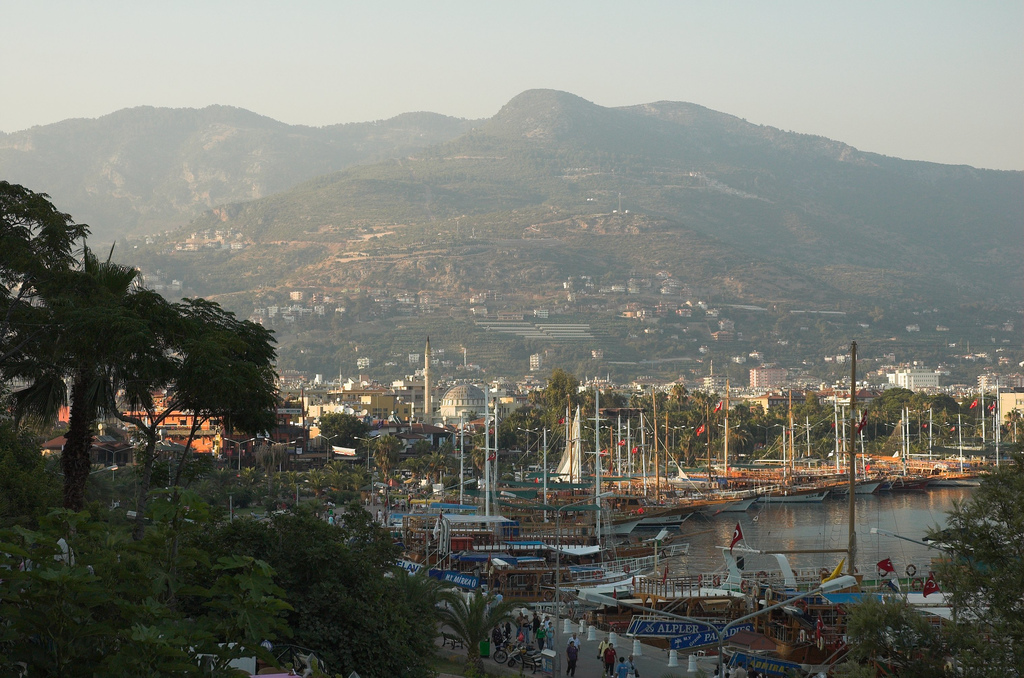
A kikötő

Az első modern motel (szálláshely)t 1958-ban építették a városban, ezt az évet tartják az alanyai turizmus kezdetének. 2007-ben már 157 000 ágy állt a turisták rendelkezésére.
Az első, hazai turistákat a Damlataş-barlang gyógyító hatásúnak tartott, 22 °C-os hőmérsékletű és 95%-os páratartalmú mikroklímája vonzotta Alanyába. A barlang a félsziget nyugati oldalán lévő Damlataş-partról közelíthető meg. Külföldről főként a skandináv államokból, Németországból, Oroszországból és Hollandiából érkeznek turisták, akiket főleg a jó időjárás, a homokos tengerpart, Antalya látnivalóinak közelsége (Side, Aspendos), az ingatlanárak és a konyhaművészet vonz. A látogatók körében kedvelt a szörfözés, a vízi ejtőernyőzés (parasailing), a banánhajózás és a gokart. Vadászok is szívesen látogatnak ide, főként vadkecskére, vaddisznóra és fogolyra lehet lőni.

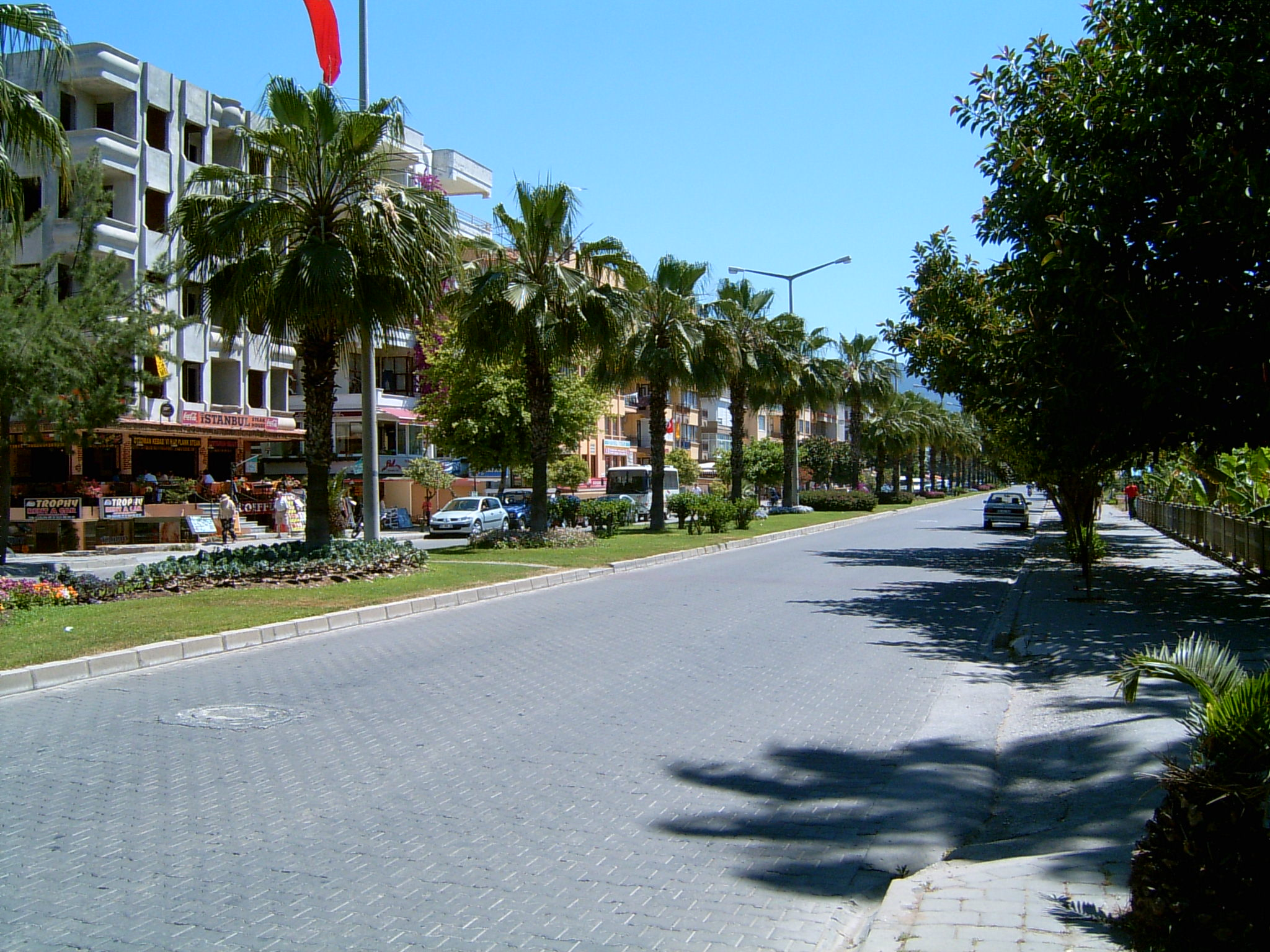
Az üzletekkel tarkított Keykubat út (Keykubat Caddesi)

2003-ban eltörölték a külföldiek ingatlanvásárlására vonatkozó korlátozásokat, így Alanyában is megnövekedett az ingatlankereslet, európai és ázsiai magánszemélyek vásárolnak illetve építkeznek itt, leginkább nyaralókat. Alanyában található az Antalya tartományban külföldiek által vásárolt ingatlanok 69%-a, egész Törökországra levetítve pedig a 29,9%-a. Ez gondot jelent a városlakók számára, mivel így emelkednek az ingatlanárak, amit a helyiek nem tudnak megfizetni. A város építési előírásai szerint az épületek magassága nem haladhatja meg a 6,5 métert, ezzel a város határain kívül tartják az egyre terjeszkedő magasabb szállodákat, megőrizve Alanya panorámájának szépségét.
2005 óta az alanyai turizmus mintegy 30%-ot esett vissza. Az okok között említhetőek a PKK támadásai, a Van tartománybeli madárinfluenza és a Mohamed próféta ábrázolásával kapcsolatos karikatúrabotrány is. Az önkormányzat többféleképpen is próbálja megoldani a helyzetet, 2006-ban például Alanyában készítették el a világ leghosszabb tortáját, mely bekerült a Guinness Rekordok Könyvébe. A terület gazdaságára rossz hatással volt, hogy 20 000-rel több ingatlanba fektettek be, mint amennyire kereslet volt.

## Média

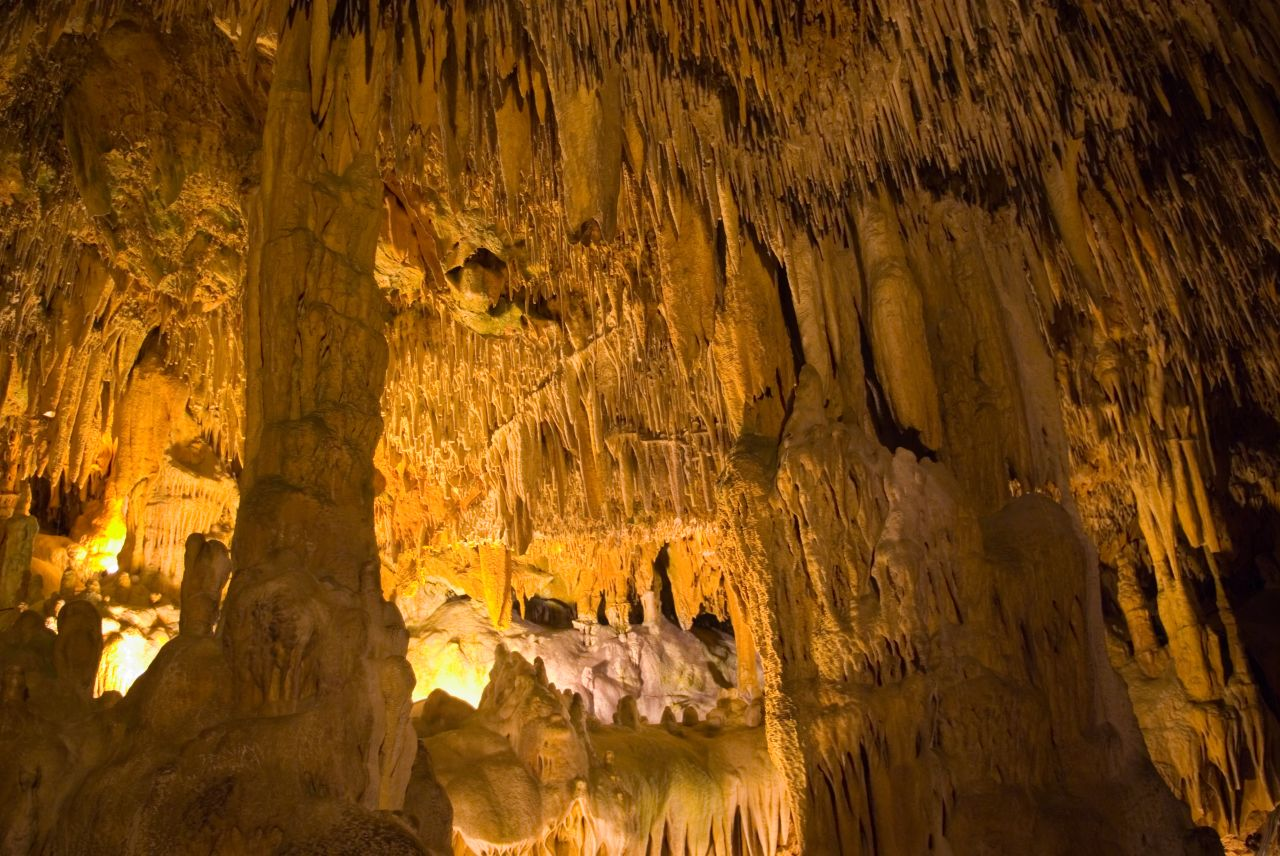
A Damlataş-barlang

Alanyában tíz helyi napilap van forgalomban, ezek közül a legjelentősebb a Yeni Alanya, mely Orange néven mellékletet is tartalmaz és angolul, valamint németül is elérhető. Két német nyelvű újság is kapható, az Aktuelle Türkei Rundschau és az Alanya Bote. Havi rendszerességgel jelenik meg a Hello Alanya magazin, mely angol és holland nyelven tájékoztatja a külföldieket. Az angol nyelvű, regionális Riviera News újságot ingyenesen terjesztik.
Alanya öt rádióállomással rendelkezik. Az Alanya FM Radyo a 106.0, partnerrádiója, a Radio Flash pedig a 94.0 FM-en sugároz, mindkettő popzenét. Az Alanya RadyoTime (92.3 FM) török zenét, híreket és beszélgetős műsorokat sugároz. Két televíziócsatorna is van, a Kanal Alanya és az Alanya Televizyonu.

## Közlekedés

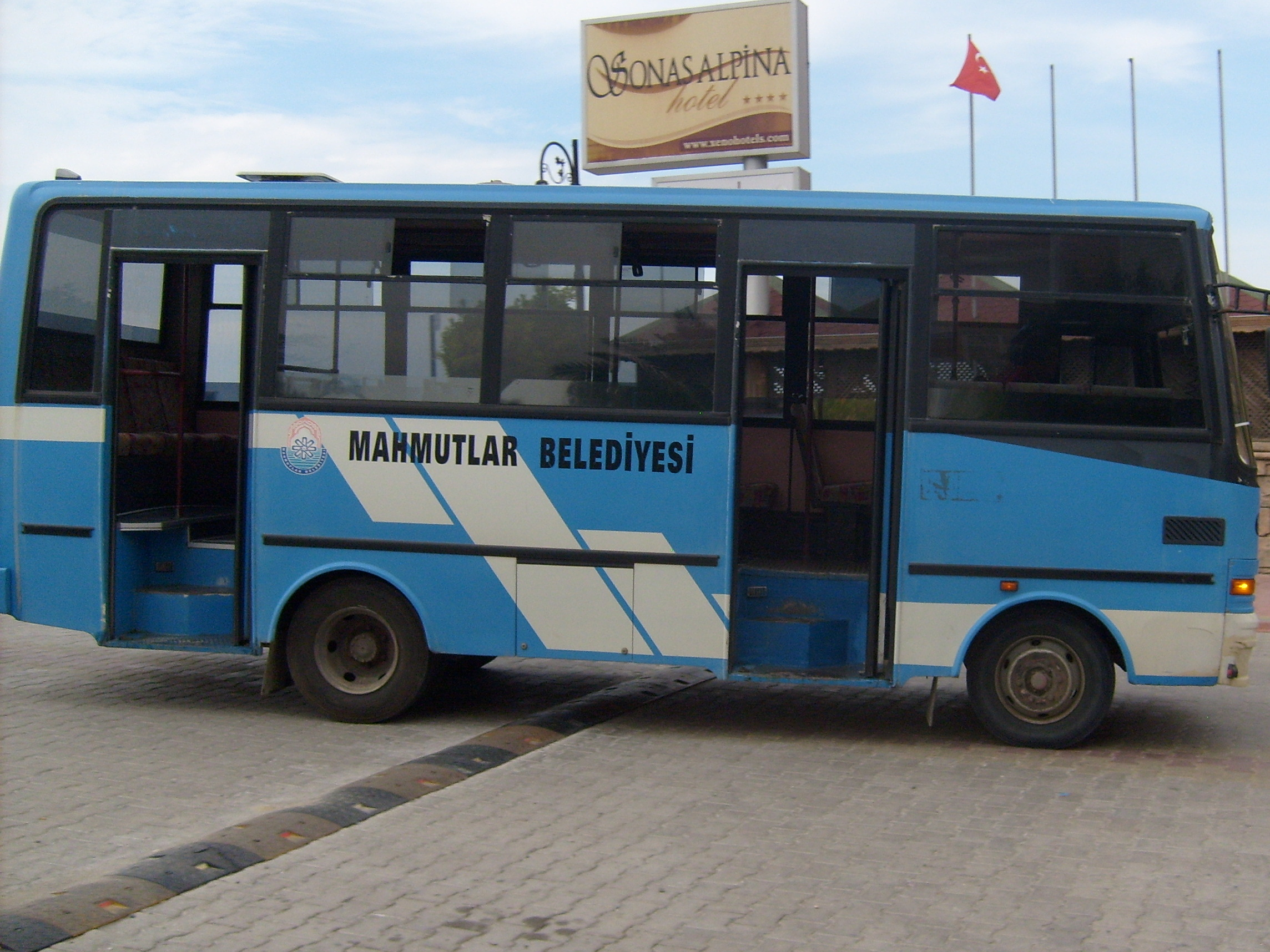
Közlekedő Dolmuş

A városon halad át a D400-as autópálya, mely Mersinnel köti össze Alanyát. Ankarából a D695-ös úton lehet megközelíteni Alanyát; az út Sidénél csatlakozik a D400-as autópályára. 120 km-re található az Antalyai repülőtér. 15 km-re a várostól épül az Antalya Gazipaşa repülőtér, melyet 2009 végéig szándékoznak befejezni. A tartományban sehol nincs vasútállomás, így vonattal nem közelíthető meg Alanya sem. A városban két buszállomás található, ahonnan busz és dolmuş-járatok indulnak, bár ezek csak a fő útvonalakon járnak, sok a sétálóutca. A kikötőben sétahajóra lehet szállni, időszakosan közlekednek kompok és szárnyashajók, melyek Észak-Ciprusra, Kyreniába szállítanak utasokat. Nyugatabbra található az Alanya Jachtkikötő, mely 2008-ban nyílt meg. Az új kikötő révén Alanya is részt vehetett a 2008-as Kelet-földközi-tengeri Jachtversenyen. A város egy közösségi kerékpárprogram keretén belül 150 kerékpárt vásárolt és 20 terminált épített városszerte.

## Sport

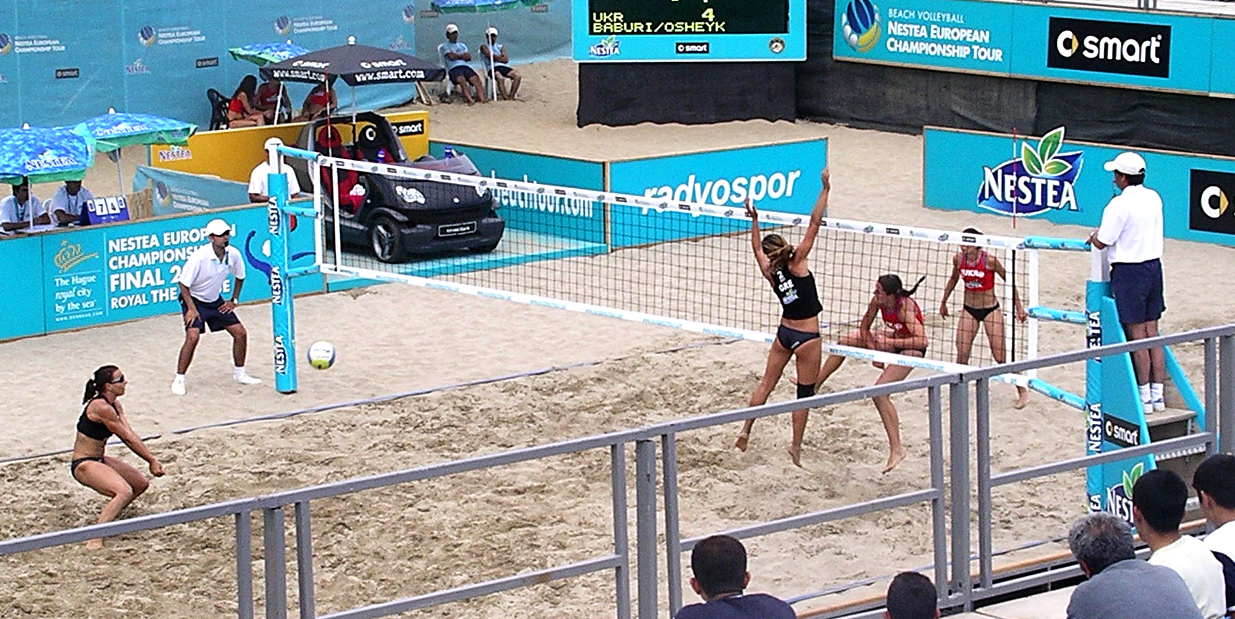
2006 strandröplabda-bajnokság, Alanya

Alanyának van egy női kosárlabda-csapata, mely 2002-ig az első osztályú bajnokságban játszott, azóta pedig a másodosztályban szerepelnek. Ugyancsak másodosztályban szerepel a város labdarúgó-csapata, az Alanyaspor, bár a város lakói többségében valamelyik isztambuli első osztályú együttesnek szurkolnak. Az Alanyasport 1948-ban alapították és a városi Milli Egemenlik Stadionban játszanak. 2007-ben megkezdődött egy labdarúgó-sportkomplexum építése, hogy az első osztályú csapatok számára téli rangadókat rendezhessen a város. A Milli Egemenlik Stadion szomszédságában található az Alanyai Városi Sportkomplexum, tizenhárom létesítménnyel.
1990 óta Alanya triatlonversenyeket rendez, melyet októberben tartanak. A város gyakran ad otthont a Turkish Opennek, mely a Nestea Európai Strandröplabda-bajnokság egyik állomása, és májusban kerül megrendezésre.
A Török Röplabdaszövetségnek 2007-ben sikerült meggyőznie a Nemzetközi Röplabdaszövetséget, hogy hozzanak létre egy exkluzív röplabda-edzőközpontot Alanyában. nemzeti bajnokságokat is gyakran rendeznek Alanyában, például kézilabda-mérkőzéseket és az Elnöki Kerékpártúra hét napos utolsó szakaszát. Rendeznek még nemzetközi hegyikerékpár-versenyt, és otthont adnak majd a 2010-es Európai Közúti Kerékpárversenynek és az Európai Kerékpározók Szövetsége (Union Européenne de Cyclisme) is itt tartja majd 2010-es kongresszusát.

## Testvérvárosai
Alanyának kilenc testvérvárosa van, ebből nyolc európai. 2005-ben Alanya benyújtotta pályázatát a Sister Cities International szervezethez, hogy az Egyesült Államokban is létesíthessen testvérvárosi kapcsolatot. Alanya szoros kapcsolatot ápol a görög Nea Ioniával, ahová az Alanyában élő keresztényeket telepítették a Lausanne-i békeszerződés után. Wodzisław Śląski és Schwechat labdarúgó-csapatai 2008-ban Alanyában edzőtáboroztak.
| - Borås, Svédország - Fusun, Kína - Gladbeck, Németország | - Keszthely, Magyarország - Nea Ionia, Görögország - Schwechat, Ausztria | - Talsi, Lettország - Trakai, Litvánia - Wodzisław Śląski, Lengyelország |

## Fordítás
Ez a szócikk részben vagy egészben  az   Alanya című angol Wikipédia-szócikk ezen változatának fordításán alapul.  Az eredeti cikk szerkesztőit annak laptörténete sorolja fel. Ez a jelzés csupán a megfogalmazás eredetét és a szerzői jogokat jelzi, nem szolgál a cikkben szereplő információk forrásmegjelöléseként.